# Pia Mia
Pia Mia Perez Terlaje (Guam, 19 de septiembre de 1996), es una cantautora, actriz y modelo estadounidense. Empezó publicando vídeos de sí misma cantando en YouTube y desde entonces Pia Mia ha protagonizado comerciales y vídeos musicales, y ha lanzado recientemente su propio material. Tras ganar popularidad por su cover del tema Hold On, We're Going Home de Drake, Pia Mia firmó con Interscope Records, para el lanzamiento de su EP titulado The Gift y participó en la banda sonora original de Divergente en 2014. Ese mismo año lanzó su segundo EP titulado "The Gift 2".

## Vida personal
Nació el 19 de septiembre de 1996, en la isla de Guam, dominio de Estados Unidos, situada en el archipiélago de las Marianas. Es una de los cuatro hijos de Pedro Pérez Jr. y Angela Terlaje Pérez. Tiene un hermano menor, Peter Michael Jude, una hermana más joven, Paloma Colette, y una mediohermana mayor, Kandis Rae Delmich (de parte de su madre Angela). Pérez reside actualmente en Los Ángeles. Posee ascendencia chamorro.
Pia Mia es ex amiga de las personalidades de televisión Kendall y Kylie Jenner, habiendo aparecido en varias oportunidades en su programa de telerrealidad, Keeping Up with the Kardashians. Ya que también es amiga con anterioridad de la personalidad y socialité "Sofía Richie" hija del cantante "Lionel Richie" y la amistad se tensiona y acaba cuando esta comienza una relación amorosa con el ex cuñado de las Kardashian Jenner "Scott Disick" dando a entender que debe elegir un bando, ella prefiere alejarse del drama y cortar amistad con las hermanas. Realizó un cover del tema  "Hold On, We're Going Home" de Drake en la casa de la familia Kardashian. Pérez mantuvo una relación amorosa con el actor Garrett Backstrom desde septiembre de 2013 hasta el año siguiente cuando comenzó a salir con su productor de discos.

## Carrera
Pia Mia comenzó su carrera musical publicando sus vídeos cantando en YouTube con su mejor amiga.

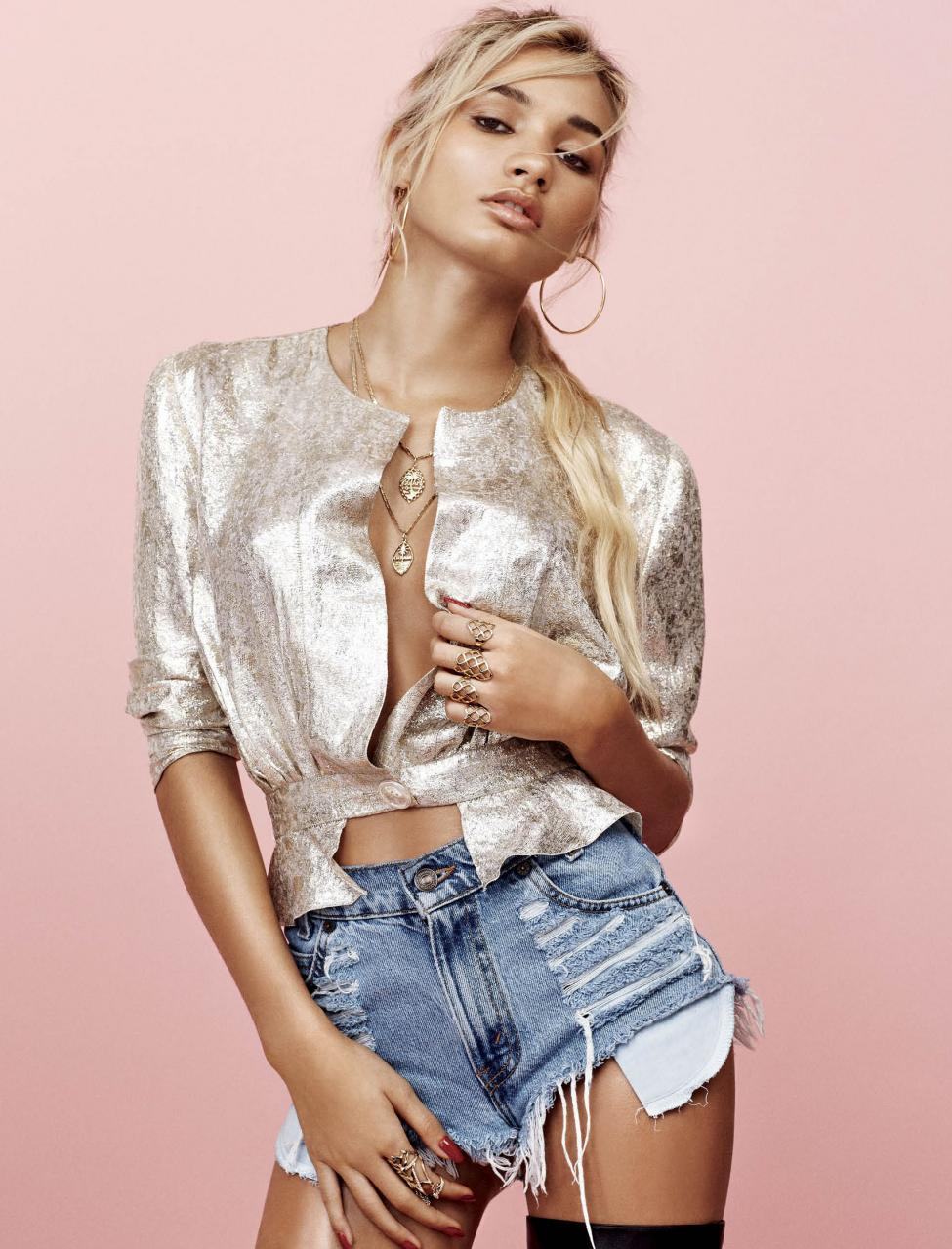
Pia Mia Perez.

Pia Mia conoció al gerente y ejecutivo discográfico de Chris Brown, Abou'Bu'Thaim en 2013. Empezó entonces a trabajar con el productor Nic Nac. Más tarde ese mismo año, Kim Kardashian publicó un video en la red social Keek mostrando a Pia Mia realizar una versión a cappella de su canción para el rapero Drake y Kanye West en la casa de la familia Kardashian, que generó interés en los medios de comunicación social. En marzo de 2014, Pia Mia lanzó la canción con un video musical en su canal de YouTube.
El vídeo musical de  Red Love, su sencillo debut de su primer extended play  The Gift, fue subido a su canal el 9 de diciembre de 2013. El 23 de diciembre de 2013, Pia Mia lanzó The Gift a la red de forma gratuita. El 25 de febrero de 2014, una versión abreviada del mixtape fue lanzado en iTunes sin las canciones de Shotgun Love o Lo tengo.
En febrero de 2014, Pia Mia firmó con Interscope Records. Lanzó entonces Fight For You, escrita especialmente para la película de acción Divergente. Apareció en la banda sonora original de la película la cual alcanzó el #16 en el Billboard 200. 
Mia comenzó a trabajar en su álbum debut y, desde mayo de 2015, ha grabado más de 100 canciones para el álbum. A principios de 2015, lanzó la canción promocional Fuck With U con el artista y productor estadounidense de hip hop G-Eazy. Inicialmente fue pensado para ser el primer sencillo del álbum de estudio de debut de Mia, pero más tarde fue desechado después de un rendimiento comercial decepcionante. El 4 de mayo de 2015, Mia lanzó Do It Again, que contó con la voz de Chris Brown y Tyga, y se convirtió en la primera canción de Mia. Alcanzó el número 8 en el Top 40 del Reino Unido, el número 71 en la lista Billboard Hot 100 de los EE. UU., el número 19 en la tabla de canciones rítmicas y el número 70 en el Hot 100 de Canadá. El 30 de octubre de 2015, Mia lanzó otro single llamado Touch, producido por StarGate y BloodPop. Alcanzó el número 47 en Australia y el UK Singles Chart. Sin embargo, no se pudo entrar en el US Billboard Hot 100.
En 2016, apareció en el sencillo de will.i.am Boys & Girls y lanzó los sencillos promocionales On & On con Syph y We Should Be Together, mientras que en 2017 otra canción llamada I'm a Fan con Jeremih fue lanzada como un sencillo propiamente dicho. Ambas pistas no lograron el éxito comercial. Pia Mia se ha separado de Interscope y Wolfpack, ambas divisiones de Universal Music Group. El 15 de diciembre, lanzó su segundo extended play The Gift 2, que fue precedido por el sencillo Off My Feet, lanzado el 1 de diciembre de 2017.
En 2019, Pia Mia hizo su debut como actriz al interpretar a Tristan en la película After: Aquí empieza todo. También lanzó un sencillo, Bitter Love, que sirvió como tema musical de la película. En 2020 repitió su papel para la secuela, After: en mil pedazos.

## Discografía
- The Gift EP (2014)
- The Gift 2 EP (2017)
- My Side EP (2021)

## Sencillos
- "Bubblegum Boy" (feat. Bella Thorne)[8] (2011)
- "Last Man On Earth" (2012)
- "Going Home" (2013)
- "Shotgun Love" (2013)
- "What A Girl Wants" (2013)
- "Red Love" (2013)
- "Mr. President" (2013)
- "My Bae" (2014)
- "Do it Again" (feat. Tyga, Chris Brown) (2015)
- "Touch" (2015)
- "Boys & Girls" (feat. will.i.am) (2016)
- "We Should Be Together" (2016)
- "I'm a Fan" (featuring Jeremih) (2017)
- "Bitter Love" (2019) (parte de la banda sonora de After: Aquí empieza todo)
- "Princess" (2020)
- "HOT" (2020)
- "Cuddled Up" (2020)

## Filmografía
| Año  | Título                   | Rol     | Notas    |
| ---- | ------------------------ | ------- | -------- |
| 2019 | After: Aquí empieza todo | Tristan | Película |
| 2020 | After: en mil pedazos    | Tristan | Película |